# Skogskyrkogården

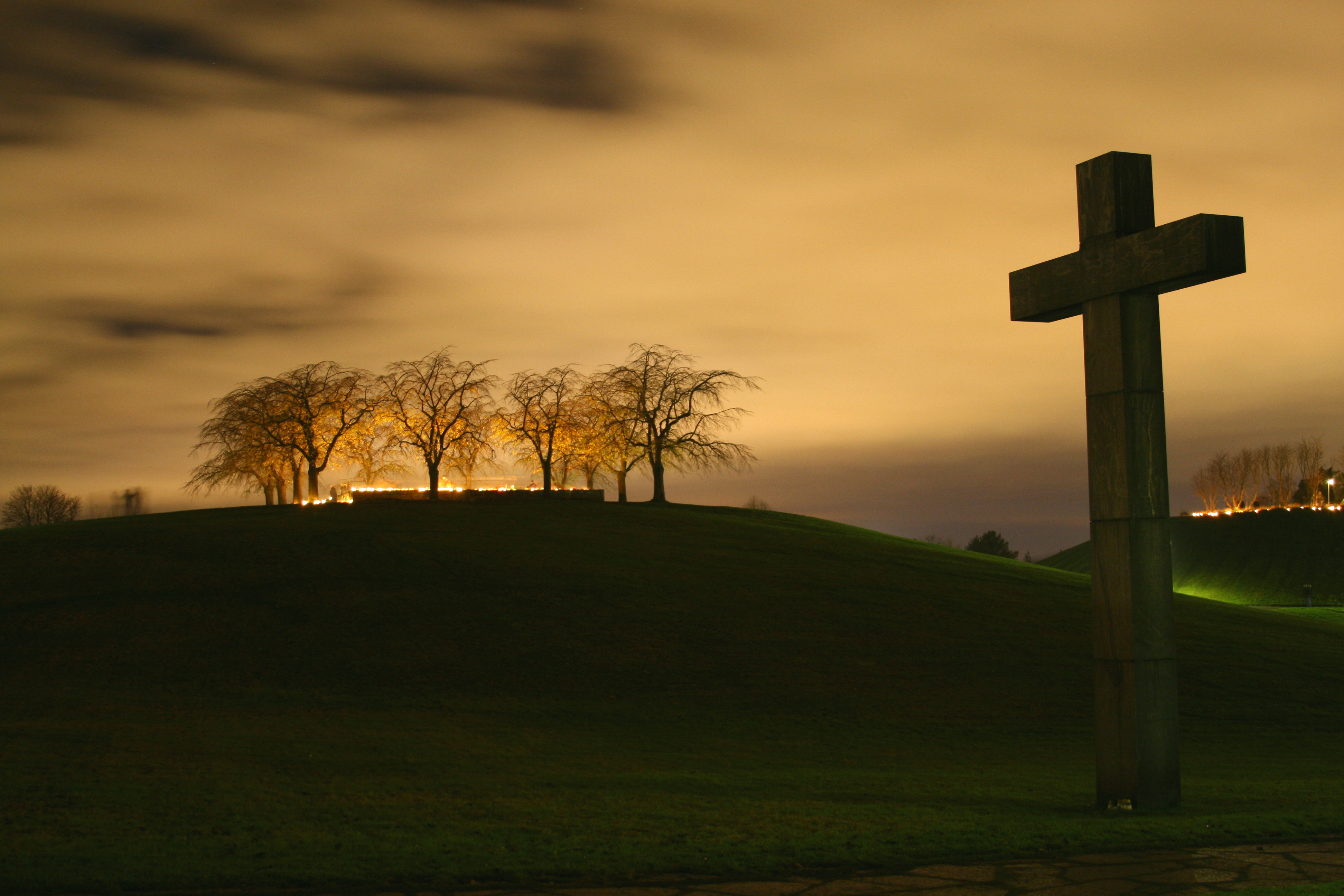
Skogskyrkogården

O Skogskyrkogården (em português Cemitério do Bosque;  PRONÚNCIA) é um cemitério localizado na paróquia de Enskede na comuna de Estocolmo.
Foi projetado pelos arquitetos Gunnar Asplund e Sigurd Lewerentz, e inaugurado em 1920. Está classificado como Património Mundial desde 1994. Tem lugar para cerca de 100 000 sepulturas, sendo a maior parte de cristãos protestantes. Dispõe ainda de duas secções para muçulmanos, duas secções para cristãos ortodoxos, e secções menores para católicos e bahá'ís.

## Algumas personalidades sepultadas no cemitério
- Artur Adson, (1889–1977), poeta estoniano, escritor e crítico teatral (localização)
- Gunnar Asplund (1885-1940), arquiteto (localização)
- Greta Garbo (1905-1990), atriz (localização)
- Alma Johansson (1880-1974), missionário (localização)
- Adolph Gunnar Vingren (1879-1933), missionário fundador das Assembleias de Deus no Brasil
- Gustaf Daniel Berg (1884-1963), missionário fundador das Assembleias de Deus no Brasil
- Ivar Lo-Johansson (1901-1990), escritor (localização)
- Oscar A.C. Lund (1885-1963), ator do cinema mudo, diretor (localização)
- Anton Nilson (1887-1989), comunista revolucionário (localização)
- Lennart Skoglund (1929-1975), futebolista (localização)
- Marie Under (1883-1980), poetisa estoniana
- Avicii (1989-2018), músico sueco
- Lars Göran Petrov (1972-2021), vocalista da banda Entombed